# Río Quilaleufú
El río Quilaleufú o Quilalelfu es un curso natural de agua que fluye en el sector cordillerano de la comuna de Panguipulli, en la Región de los Ríos, Chile. 

## Trayecto
El río Quilaleufú es un tributario del río Llancahue que nace en la ladera sur del Volcán Quetrupillán en la comuna de Panguipulli, cerca de la Laguna de los Patos. Este río fluye en sentido este a oeste, recibe las aguas de arroyos ubicados en la ladera sur del volcán hasta incorporarse a la parte superior del río Llancahue.